# J. Cruz

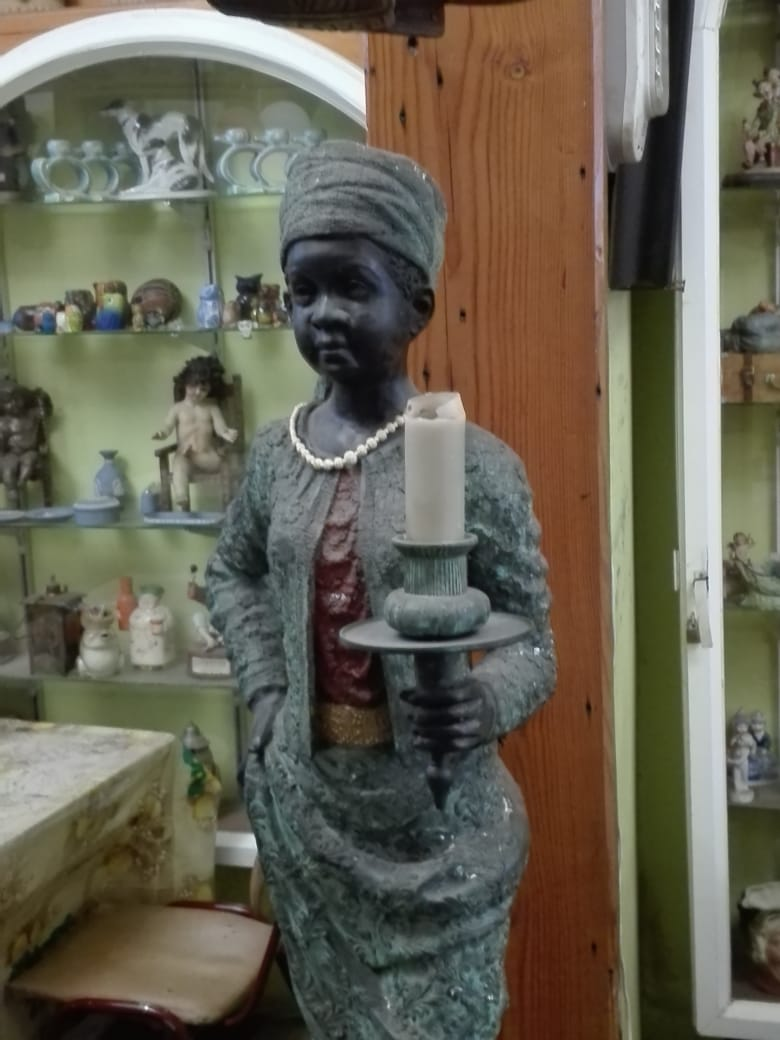
Escultura J. Cruz Martínez, calle Freire

J. Cruz, o también conocido como Casino Social J. Cruz Martínez, es un bar restaurante ubicado en Valparaíso, Chile. Es una emblemática picá del puerto, quienes aseguran ser creadores de la chorrillana. Es considerado un icono de la cultura y tradición porteña y cuenta con dos locales, ubicados en calle Condell #1466 y Freire #621. 

## Antecedentes
En 1977, Víctor Suárez y su cónyuge, Sonia Guzmán, inauguraron el establecimiento de la calle Condell. Este dio sus primeros pasos como un punto de encuentro universitario, en el que los jóvenes estudiantes se reunían a beber entre jornadas o después de clases. Era habitual que estos concurrieran al local sin haber comido nada, por lo que era muy fácil que se embriagaran rápidamente. Por este motivo, Suárez crea la chorrillana, que expresa que solo añadieron papas fritas a la comida que ya servían, con el fin de evitar conflictos entre los estudiantes por la ingesta de alcohol y hacer más amena la estadía de los clientes en el bar. Así, el J. Cruz se convirtió en parada obligada de turistas que visitaban la ciudad de Valparaíso, atraídos por la fama alcanzada por la chorrillana y la llamativa decoración. En el año 2013, inauguraron la sucursal de calle Freire, la que gracias a un fondo ganado SERCOTEC, Capital Semilla Empresa, pudieron habilitar de manera óptima.
El restaurante se ubica al final del pasaje Condell donde actualmente se situaba el inicio del ascensor Bellavista que conectaba con el cerro Bellavista.

## Características
Además de desempeñarse como bar y restaurante, el J. Cruz de calle Freire funcionó como hotel, cerrando hace un par de meses por nuevos proyectos. Ambos recintos tienen características de museo, con respecto a la decoración. Poseen colecciones de diversos objetos como jarrones, cerámica antigua, platos, estatuillas, máscaras, esculturas en tamaño real, cuadros, relojes, misiles de aviones de guerra, entre otros. Algunas paredes están cubiertas de fotos en tamaño carnet, dejadas ahí por los comensales, y las mesas están rayadas con firmas, notas, dedicatorias, etc. Esto, sumado a la decoración, crea un ambiente sobrecargado; pero que es lo que distingue a este restaurante. A diferencia del local de calle Condell, la sucursal de calle Freire esta organizado en salones temáticos (Naval, Religioso, Mariano, Hindú, Murano, Isla de Pascua y Roberto Matta). Los salones están decorados de acuerdo a la temática, en su mayoría con reliquias y antigüedades. Es común ver también cantores populares paseándose entre las mesas, pidiendo aportes voluntarios entre cada canción. 

## Gastronomía
La especialidad de la casa es la chorrillana. En el local de calle Condell, no hay carta y este es plato único. En la sucursal de calle Freire, hay un menú un tanto más variado, con opciones como lomo a lo pobre, pollo a la plancha, pastel de choclo y carne mechada. Contempla además una carta de postre (leche asada, tiramisú, copas de helado, pie de limón y duraznos con crema). En cuanto a bebidas, el fuerte es el borgoña y el terremoto; pero también ofrecen gaseosas, vinos y cervezas. 

## Galería de imágenes

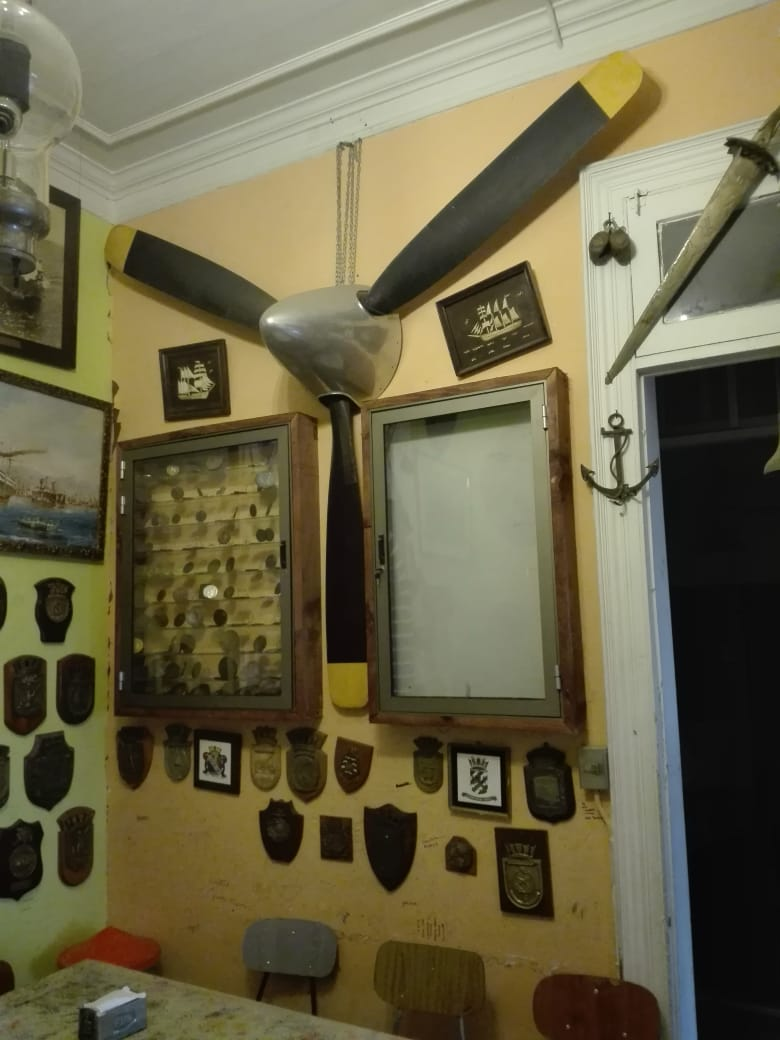
Decoración J. Cruz
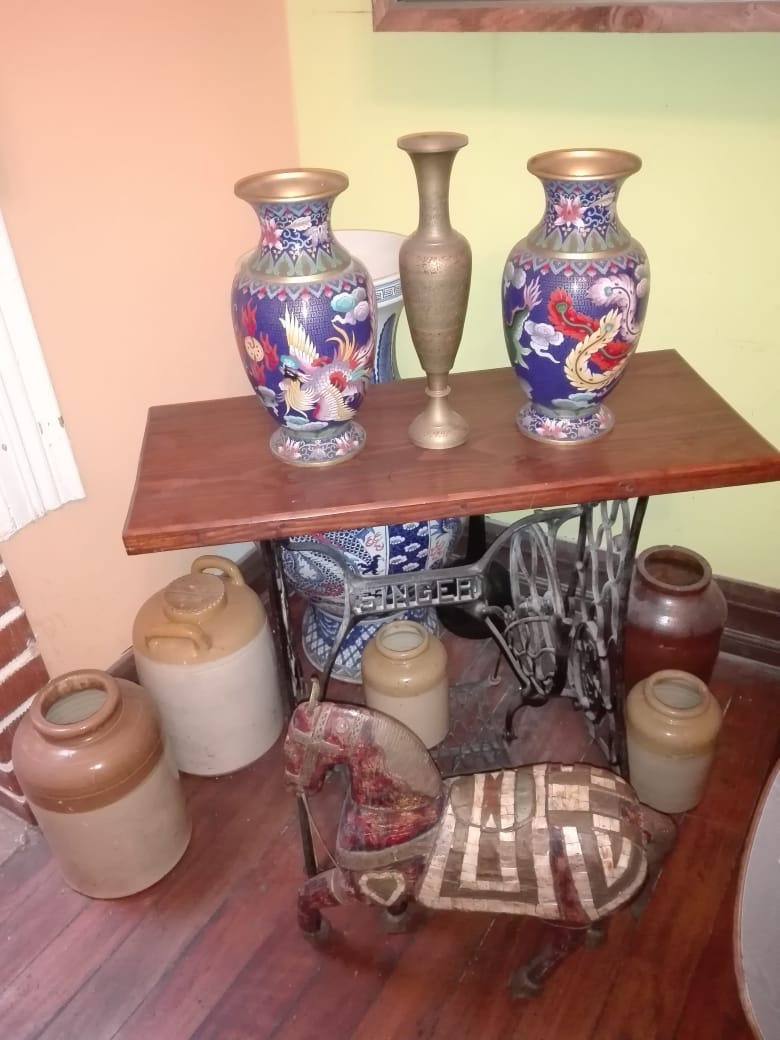
Decoración J. Cruz

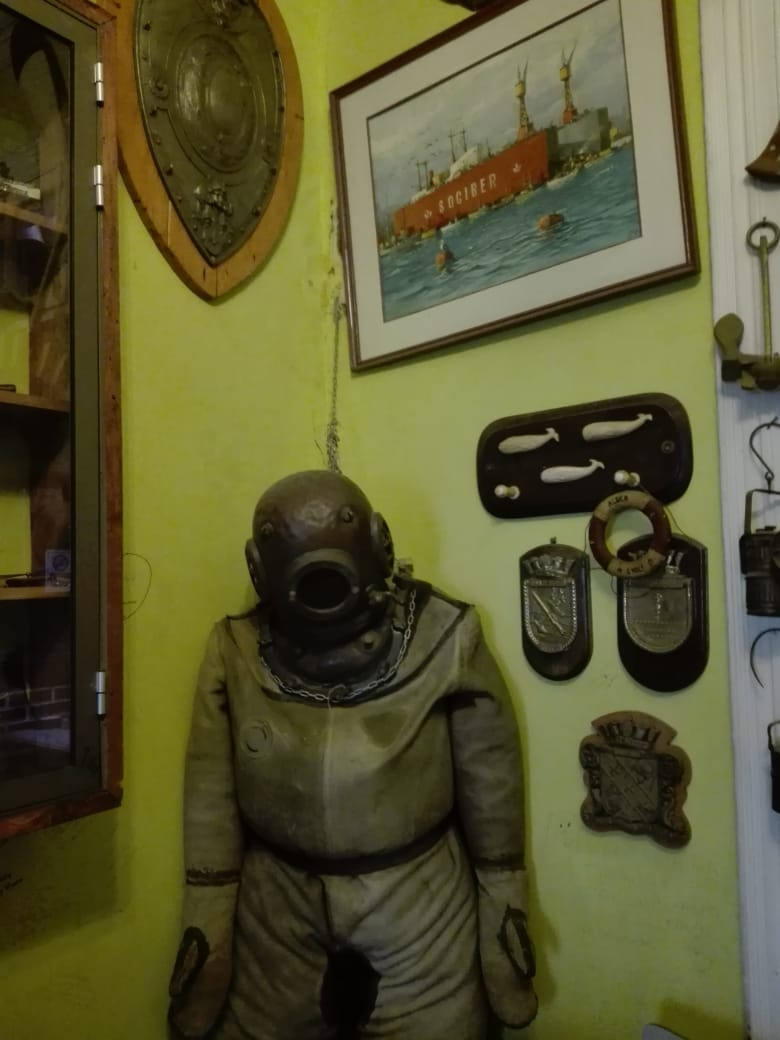
Salón Naval J Cruz, calle Freire
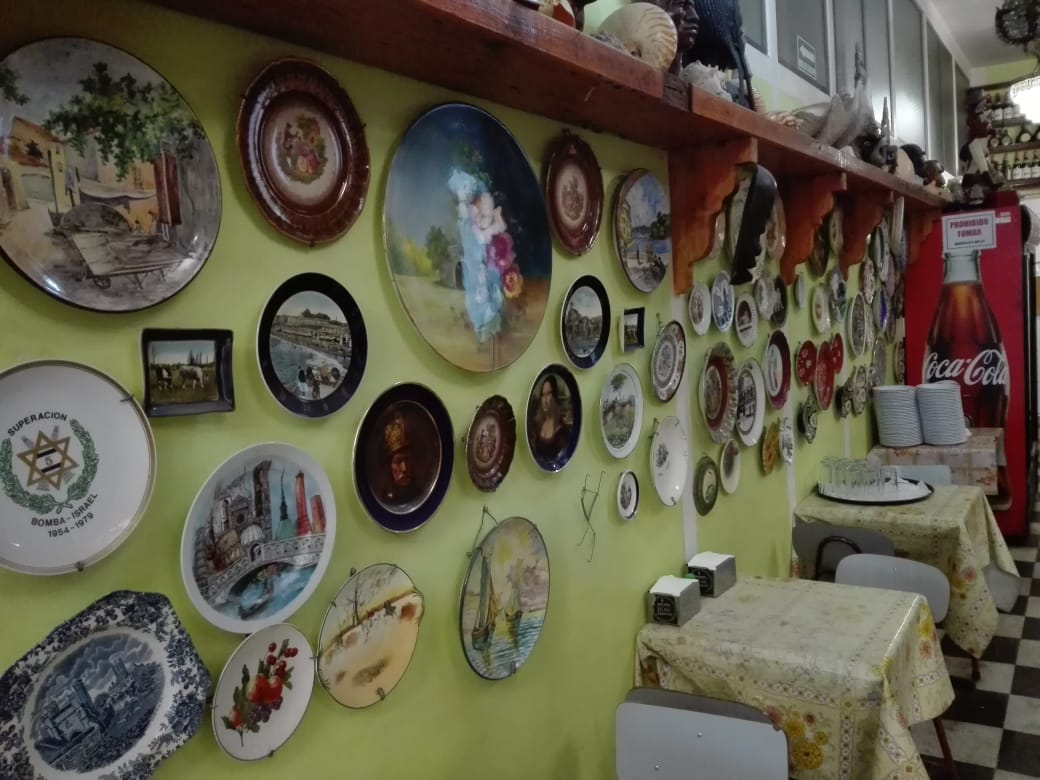
Colección de platos J. Cruz, calle Freire

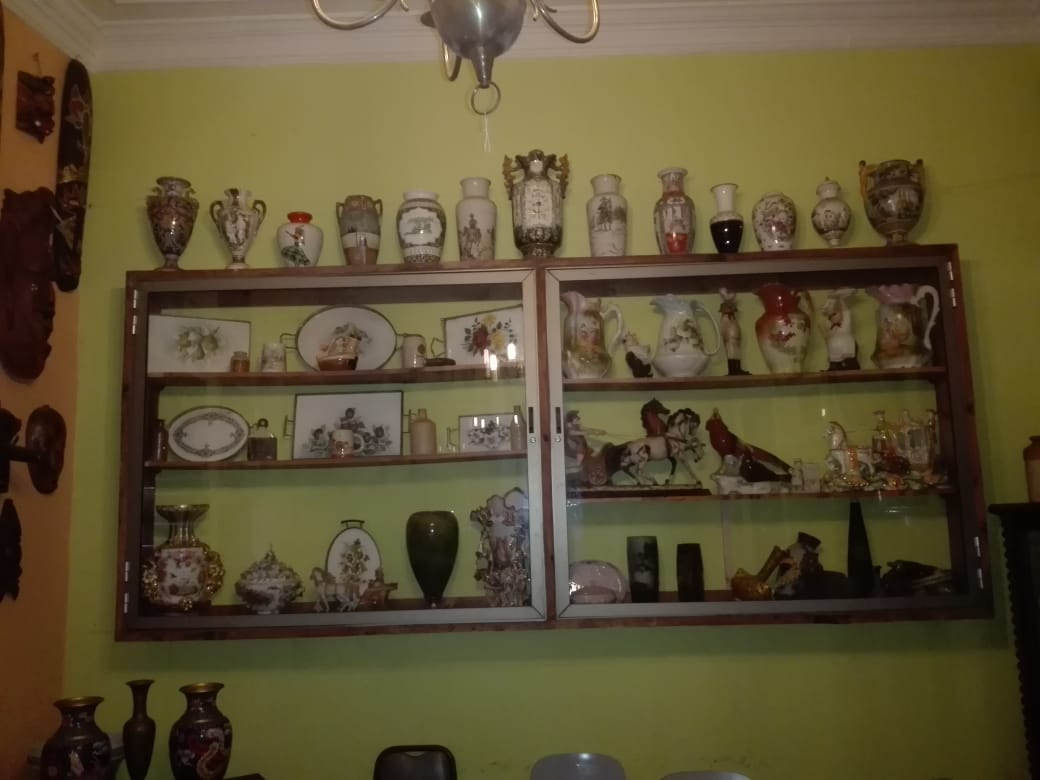
Figuras decorativas
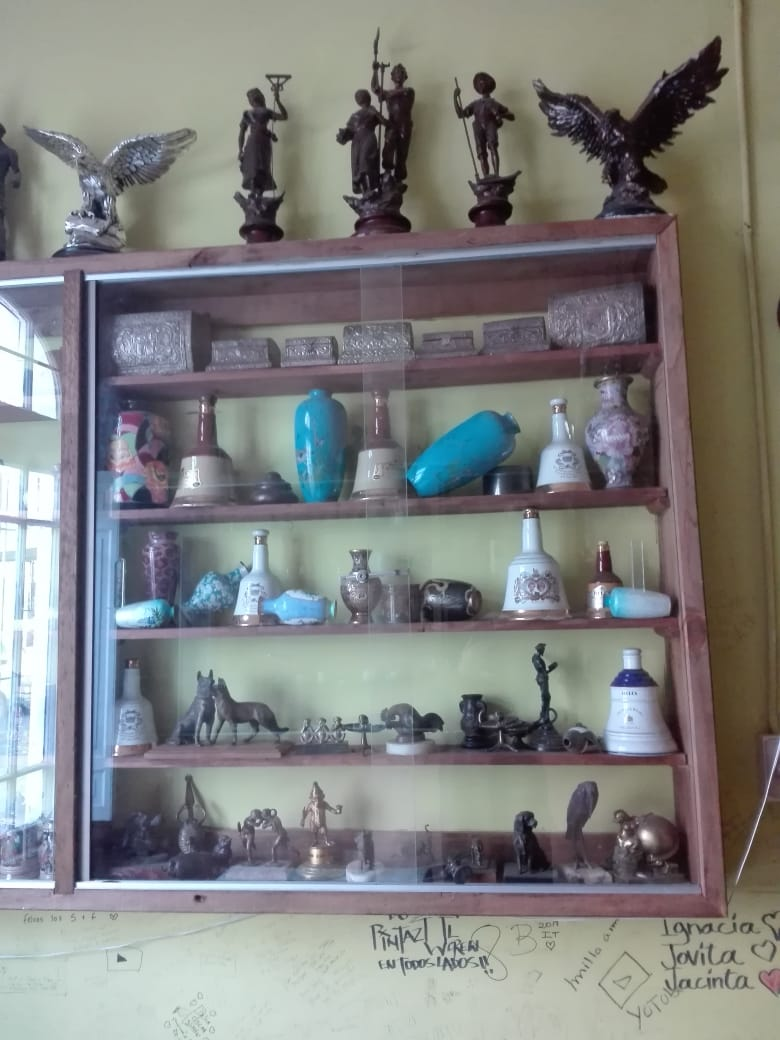
Figuras decorativas